# Dachetola caligata
Dachetola caligata is een vlindersoort uit de familie van de prachtvlinders (Riodinidae), onderfamilie Riodininae.
Dachetola caligata werd in 1911 beschreven door Stichel.